# Jackson Rodríguez
Jackson Jesús Rodríguez Ortíz (nascido em 25 de fevereiro de 1985) é um ciclista profissional venezuelano.
É membro da equipe italiana de Circuitos Continentais da UCI Diquigiovanni-Androni, desde 2008. Foi um dos atletas a representar o seu país nos Jogos Olímpicos de Verão de 2008 e de 2012.